# 努曼諾爾淪亡史
努曼諾爾淪亡史（Akallabêth），是《精靈寶鑽》第四部分，主要描述努曼諾爾帝國起源、興盛至滅亡的歷史。

## 內容
Akallabêth這個字表示努曼諾爾的覆亡。在第一紀元的結尾（參見精靈寶鑽爭戰史），人類因為幫助精靈抵抗魔苟斯，而被維拉賞賜一塊五芒星形的土地建國，這土地遠離中土大陸，又不在阿門洲，位於貝烈蓋爾海中央。而努曼諾爾人因为得到神的祝福享有三倍于普通人类的长寿，他们的王室成员因為擁有次级神血统和精靈血統而更加高寿，首任皇帝整整活了五百歲。
他們進入了努曼諾爾，維拉下禁令不准人類船隻駛進阿門洲，阿門洲的長青是因為那裡住了不死的神靈，人類到了那裡只會衰老枯萎得更快。而死亡是伊露維塔給人類的禮物，到最後，維拉和精靈也會羨慕人類的。這時候，努曼諾爾帝國的航海業特別發達，他們在中土世界建立了遙遠的殖民地。魔苟斯被驅逐之後，他的手下索倫成為新一任魔王，當時的皇帝派遣船隻協助中土大陸的精靈對抗索倫，兩者關係十分友好。但努曼諾爾帝國過了一千年的光輝歲月之後，努曼諾爾人漸漸害怕死亡，甚至妒忌起精靈的不死來。其中一名皇帝本想改正國民的思想，但最後都失敗了。
下一接任的皇帝野心極大，想成為中土世界的主宰，他出兵攻打索倫，兵力強盛得連索倫都乖乖投降。他將索倫帶回努曼諾爾，索倫用三年的時間腐化努曼諾爾人，由人質成為皇帝最親近的國師。索倫誘使皇帝改信奉魔苟斯，並使他出兵攻打阿門洲而換取長生。
當時只有安督奈伊领主 Lords of Andúnië阿門迪爾 Amandil不信索倫的鬼話，搶先一步乘船前往阿門洲懇求維拉寬恕，但從此不見蹤影。他的兒子伊蘭迪爾 Elendil，在皇帝出兵之日，帶同兩個兒子埃西鐸 Isildur和安那瑞安 Anárion一同乘船離開努曼諾爾。他們後來在中土大陸建立亞爾諾 Arnor（中土大陸北方）和剛鐸 Gondor（中土大陸南方）兩王國。
皇帝的軍隊到達了阿門洲後，維拉放下手上工作轉向伊露維塔祈求，伊露維塔出面展示他的力量，努曼諾爾墜入裂縫深淵，龐大艦隊都永遠消失了，阿門洲和精靈所在的伊瑞西亞島 Eressëa被挪移往人類永遠無法到達之處。伊露維塔將貝烈蓋爾海擲回中土大陸東邊，阿爾達由平面變成球形。
索倫沒有想到事情會發生到這個地步，他的身軀一同被扯入深淵，但索倫的靈體衝回魔多 Mordor匿藏。
努曼諾爾帝國就此滅亡。